# Ziekenomroep De Maasstad
Ziekenomroep De Maasstad is de voormalige huisomroep van diverse Rotterdamse zieken- en verpleeghuizen.
Opgericht in 1961 en opgeheven in 2001, zond 'de Maasstad' jarenlang uit vanuit de huiskamer. De programma's werden op geluidsband opgenomen en door de medewerkers zelf naar de aangesloten huizen gereden. Eind jaren zeventig kreeg de ziekenomroep een eigen studio in het voormalige Eudokiaziekenhuis. Bekende Maasstadprogramma's waren: de Maasstad Top 15, TheMaasstad, Roomservice, Rondo en ontelbare verzoekplatenprogramma's.